# Trolejbusy w Wielkim Tyrnowie
Trolejbusy w Wielkim Tyrnowie − zlikwidowany system komunikacji trolejbusowej w bułgarskim mieście Wielkie Tyrnowo, działający w latach 1988−2009.

## Historia
Trolejbusy w Wielkim Tyrnowie uruchomiono we wrześniu 1988. Od początku sieć składała się z dwóch linii, które były obsługiwane przez 10 trolejbusów ZiU-9. Ruch na sieci wstrzymano 1 kwietnia 2009 na okres do 3 miesięcy z powodu prac drogowych. Lecz remont się przedłużył i w tym czasie odstawione trolejbusy zostały zniszczone, a do lutego 2011 została skradziona sieć trakcyjna na długości 6 km.

## Tabor
W eksploatacji znajdowały się trolejbusy typu ZiU-9.